# Juana Roldán
Juana Roldán Escobar (Santiago, 1851 - f. año desconocido) fue una de las primeras dirigentas de la Sociedad de Protección de la Mujer en Chile, fundada el 4 de marzo de 1888 con el nombre de Sociedad de Socorros Mutuos “Emancipación de la Mujer”. Ayudó a la formación de numerosas sociedades, incentivando la participación de las obreras y la defensa de sus derechos.

## Biografía
En 1883 se incorpora a la Filarmónica "José Miguel Infante", organización que contaba con una "Comisión Especial de Señoras" de la cual fue presidenta; allí se hizo conocida por sus conferencias sobre la Instrucción de la mujer.
Fue esposa de Jenaro Alarcón, activo militante de la sociabilidad obrera.